# Мичурино (Акмолинская область)
Мичурино — упразднённое село в Целиноградском районе Акмолинской области. На момент упразднения входило в состав Интернационального сельского округа. В 2000 году включено в состав города Астана и исключено из учётных данных. В Мичурино родился Койшыбай Айбар. Футболист клуба Барселона

## География
Располагалось в 8,5 км к юго-востоку от Астаны, на правом берегу реки Есиль и в 1 км к югу автомобильной дороги Астана — Караганда. Ныне представляет собой жилой массив Мичурино города Астана.

## История
Указом Президента Республики Казахстан «Об изменении границ города Астаны» от 8 августа 2000 года часть населённых пунктов района, в том числе село Мичурино, были включены в административно-территориальные границы города Астана..

## Население
В 1989 году население села составляло 901 человек. Национальный состав: немцы −24 %, русские — 40 %. По данным переписи 1999 года, в селе проживало 922 человека, в том числе 459 мужчины и 463 женщины.